# Azua (miasto)
Azua – miasto w Dominikanie; stolica prowincji Azua. Według danych szacunkowych na rok 2010 liczy 65 015 mieszkańców.